# Vlkoš (nádraží)
Vlkoš je železniční stanice, která se nachází v obci Vlkoš v okrese Hodonín. Stanice leží v km 70,172 dvoukolejné železniční trati Brno – Veselí nad Moravou mezi stanicemi Kyjov a Bzenec.

## Historie
Železnice byla přivedena do Vlkoše v roce 1884, i když původně měla vést severněji přes Kelčany. Jednalo se o lokální trať, kterou nechal mezi stanicí Bzenec (tj. pozdější Moravský Písek) na Severní dráze císaře Ferdinanda a Kyjovem vybudovat baron Oskar Lazarini. Provoz na trati byl slavnostně zahájen 20. července 1884. Wilkosch V roce 1887 byla postavena staniční budova. V roce 1892 byla ze stanice postavena vlečka do cukrovaru v Kelčanech. Tato vlečka pak byla v roce 1966 zrušena s výjimkou posledních 600 m u stanice.
V roce 1938 byla vybudována druhá kolej mezi Bzencem a Vlkošem, avšak dvoukolejný provoz nebyl zahájen, neboť zatím nebylo hotové dvoukolejné zhlaví ve Vlkoši. Dvoukolejný provoz do Bzence byl zahájen až po přestavbě stanice Vlkoš ke dni 14. května 1939. V rámci zdvoukolejňování Vlárské dráhy byla mezi Kyjovem a Vlkošem postavena přeložka, která byla zprovozněna 7. listopadu 1941. Plný dvoukolejný provoz od Bzence přes Vlkoš do Kyjova byl zahájen v roce 1943.
Původní název stanice byl německý Wilkosch, v období 1. republiky se pak používal název český Vlkoš-Kelčany, v období německé okupace pak zdvojený o německou verzi Wilkosch-Keltschan.
V rámci připravované rekonstrukce traťového úseku Kyjov – Veselí nad Moravou, která se očekává v letech 2023–2025, dojde k přestavbě stanice na výhybnu bez nástupišť s názvem Vlkoš-Díly. Název Vlkoš převezme nově vybudovaná zastávka, která vznikne bezprostředně za železničním přejezdem ve směru na Kyjov.

## Popis stanice
Stanice je vybavena elektromechanickým zabezpečovacím zařízením vzor 5007 s ústředním stavědlem, které místně obsluhuje výpravčí. Zabezpečovací zařízení zahrnuje rovněž světelná, na sobě závislá návěstidla, výhybky s elektromotorickými přestavníky a staniční koleje vybavené kolejovými obvody. Ve stanici je celkem pět pomocných stavědel, ze kterých zaměstnanec dopravce (případně dozorce výhybek) při posunu obsluhuje jednotlivé skupiny výhybek a seřaďovací návěstidla. Přímo u budovy je průběžná manipulační kolej č. 6, ze které na bzeneckém zhlaví odbočuje vlečka A + S. Po koleji č. 6 následuje celkem pět dopravních kolejí v pořadí 4, 2, 1, 3 a 5. Celkem je ve stanici 17 výhybek.
Ještě v roce 2004 byla ve stanici jednodušší verze zabezpečovacího zařízení, které nezahrnovalo žádná pomocná stavědla a seřaďovací návěstidla.
Nástupiště jsou vybudována jen u průběžných kolejí č. 1 a 2. Nástupiště u koleje č. 1 má délku 121 m, u koleje č. 2 délku 151 m. Obě nástupiště mají výšku nástupní hrany 200 mm nad temenem kolejnice. Pro příchod na nástupiště slouží úrovňové přechody přes koleje.
Stanice je kryta z dvoukolejných návazných traťových úseků vjezdovými návěstidly 1L a 2L (od Bzence) v km 70,920, z opačného směru pak 1S a 2S v km 69,597.
Jízdy vlaků v traťovém úseku do Bzence jsou v obou kolejích zabezpečeny jednosměrným hradlovým poloautomatickým blokem. Mezi Vlkošem a Kyjovem se pak jízdy vlaků v obou kolejích zabezpečují telefonickým dorozumíváním.
Na kyjovském záhlaví je přejezd P7937 (silnice III/4255 z Vlkoše do Skoronic), který je vybaven světelným přejezdovým zabezpečovacím zařízením se závorami. Původně byl tento přejezd bez závor, ty byly doplněny někdy mezi lety 2004 a 2020.